# Beth O’Leary

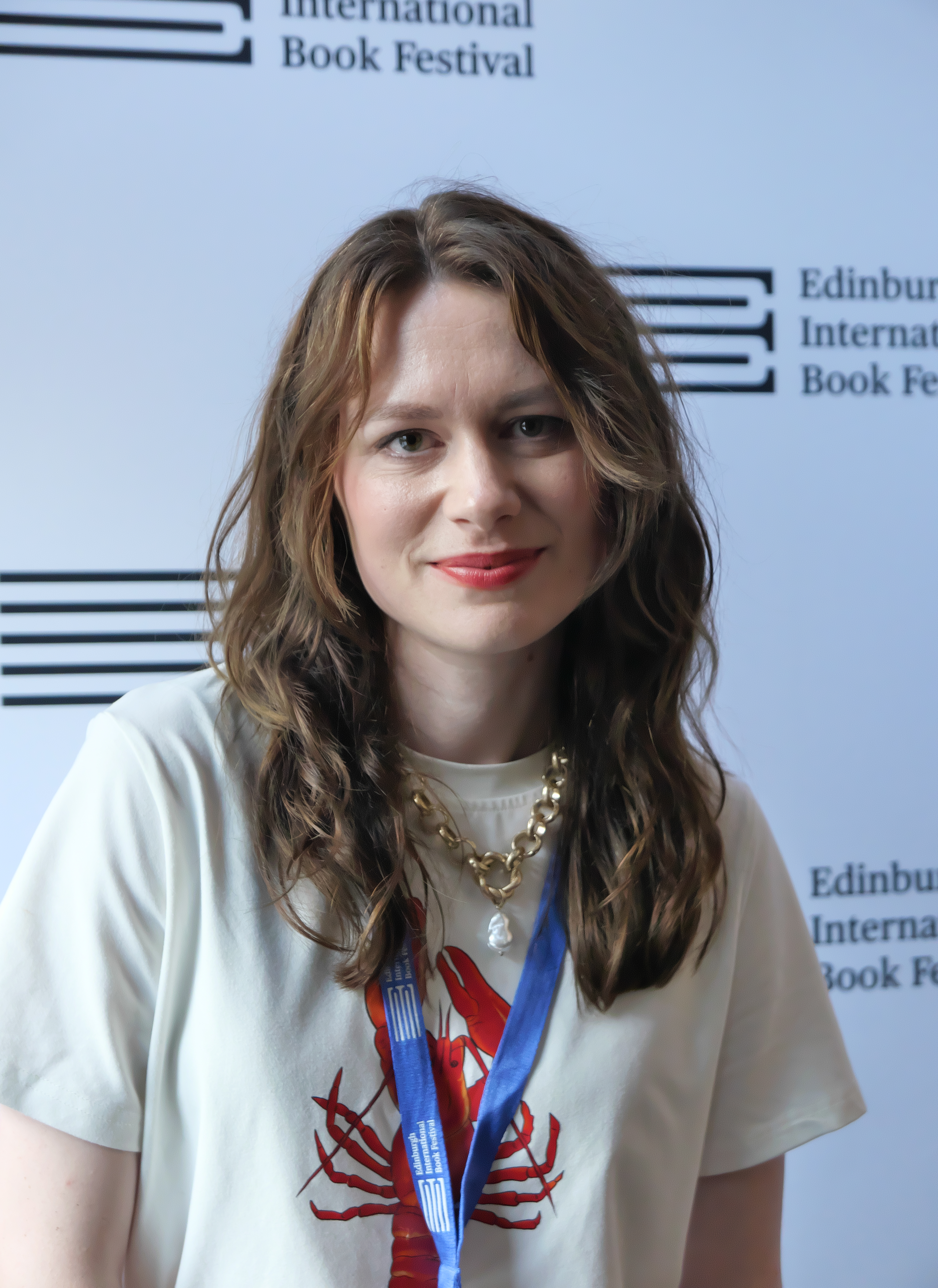
Beth O'Leary (2025)

Beth Alice O'Leary (geboren im Mai 1992) ist eine englische Autorin, die durch die Veröffentlichung romantischer Komödien bekannt wurde. Ihr Erstlingswerk von 2019, Love to Share – Liebe ist die halbe Miete wurde über eine Million Mal verkauft und von Paramount+ als Serie verfilmt.

## Leben
O'Learys Familie hat Wurzeln in Irland, sie wurde jedoch im Londoner Westen geboren und wuchs als jüngstes von sechs Kindern in Winchester der Grafschaft Hampshire auf. O'Leary besuchte die Westgate School und das Peter Symond’s College in Winchester und studierte Englisch am St. John's College der Oxford University.
Nach ihrem Abschluss arbeitete O'Leary zunächst im Verlagswesen, bevor sie 2019 ihr erstes Buch veröffentlichte. Inzwischen arbeitet sie als freie Autorin.

## Werk
- The Flatshare (2019)
  - Love to Share – Liebe ist die halbe Miete, dt. von Pauline Kurbasik und Babette Schröder, Diana Taschenbuch, 2019, ISBN 9783453360358
- The Switch (2020)
  - Time to Love – Tausche altes Leben gegen neue Liebe, dt. von Pauline Kurbasik und Babette Schröder, Diana Taschenbuch, 2020, ISBN 9783453360365
- The Road Trip (2021)
  - Drive Me Crazy – Für die Liebe bitte wenden,  dt. von Pauline Kurbasik und Babette Schröder, Diana Taschenbuch, 2021, ISBN 9783453361027
- The No-Show (2022)
  - Up to Date – Drei Dates machen noch keine Liebe – oder doch?, dt. von Babette Schröder und Pauline Kurbasik, Diana Taschenbuch, 2022, ISBN 9783453361065
- The Wake Up Call (2023)
- Swept Away (2025)